# Il gatto dagli occhi di giada
Pour plus de détails, voir Fiche technique et Distribution.
Il gatto dagli occhi di giada est un giallo italien réalisé par Antonio Bido et sorti en 1977.

## Synopsis
À Rome, l'actrice de cabaret Mara assiste au meurtre du pharmacien Dezzan, sans pouvoir identifier le coupable. La nuit suivante, le hasard seul la sauve du meurtrier qui s'est introduit chez elle. Elle décide d'emménager chez Lukas, un ingénieur et son ex-petit ami, à qui elle fait part de son inquiétude.
Alors que tous deux reprennent leur histoire d'amour, le mystérieux meurtrier élimine deux autres personnes, qui s'avèrent être liées, comme Dezzan, à la ville de Padoue. Lukas, obsédé par l'affaire et devenu détective, reçoit un appel de son voisin Giovanni Bozzi, menacé plusieurs fois par téléphone et ayant échappé à une tentative de meurtre dans un garage, qui l'invite à venir à Padoue pour lui révéler les détails brûlants de cette série de meurtres.
Lorsque Lukas, accompagné de Mara, arrive dans la ville, Bozzi a déjà été tué. Interrogeant les proches des victimes, Lukas découvre que les personnes sauvagement assassinées ont livré la famille d'un juge juif aux Allemands pendant la Seconde Guerre mondiale.
C'est ce juge qui avait réussi à réunir les futures victimes dans un jury populaire lors du procès d'un certain Pasquale Ferrante, injustement accusé de meurtre. Lorsque ces derniers se sont échappés, Carlo, le fils du juge, a eu l'idée de se venger des anciens traîtres, en espérant faire porter les soupçons sur Ferrante.
Lukas, Mara et Carlo se retrouvent dans le bureau du juge. Carlo veut compléter la série de crimes avec le meurtre de Lukas et Mara, mais le juge, repentant d'avoir cautionné le projet criminel de son fils, le tue et se suicide ensuite avec la même arme.

## Fiche technique
- Titre original : Il gatto dagli occhi di giada[1] (litt. « Le chat aux yeux de jade »)
- Réalisateur : Antonio Bido
- Scénario : Antonio Bido, Roberto Natale, Vittorio Schiraldi (it) et Aldo Serio
- Photographie : Mario Vulpiani
- Montage : Maurizio Tedesco (it)
- Musique : Trans Europa Express (Gianfranco Coletta et Mauro Lusini)
- Décors : Mimmo Scavia (it)
- Décors et costumes : Gianfranco Ramacci
- Maquillage : Giannetto De Rossi (it)
- Production :	Gabriella Nardi, Antonio Bido
- Société de production : Webi Cinematografica, Elis Cinematografica
- Pays de production :  Italie
- Langue de tournage : italien
- Format : Couleur par Eastmancolor - 1,85:1 - Son mono - 35 mm
- Durée : 95 minutes
- Genre : Giallo
- Dates de sortie :
  - Italie : 6 août 1977

## Distribution
- Corrado Pani : Lukas
- Paola Tedesco : Mara
- Paolo Malco : Carlo
- Franco Citti : Pasquale Ferrante
- Bianca Toccafondi : Smeralda Messori
- Fernando Cerulli : Giovanni Bozzi
- Giuseppe Addobbati : Président de la Cour
- Gianfranco Bullo (it) : Le pharmacien
- Jill Pratt : Mme Dezzan
- Inna Alexeievna : La vieille dame
- Cristina Piras (it) : Mme Ferrante
- Roberto Antonelli : Michele
- Gaetano Rampin (it) : Dr Peretti delle ceramiche
- Giuseppe Pennese : Marco
- Giovanni Vannini : Le pharmacien Dezzan

## Production
Réalisé avec un budget restreint, le film a été tourné entre l'hiver et le printemps 1976, mais a eu des difficultés à trouver une distribution (confiée par la suite au consortium P.A.C.). Il n'a été exploité dans les salles plus d'un an après la fin du tournage.
Les intérieurs du film ont été tournés dans les studios Cave à Rome, et les extérieurs à Rome, Tivoli et Padoue.
Ce giallo, genre si populaire à l'époque, a reçu un titre faisant allusion à un animal dans le style de la trilogie animalière de Dario Argento : L'Oiseau au plumage de cristal, Le Chat à neuf queues et Quatre Mouches de velours gris
Inna Alexeievna, qui joue le rôle de la vieille femme vers laquelle Lukas se tourne pour obtenir des informations sur le passé des victimes, avait 100 ans lorsque le film a été tourné.